# Isaak Zalcman
Isaak Moisiejewicz Zalcman (ros. Исаак Моисеевич Зальцман, ur. 26 listopada?/9 grudnia 1905 w Tomaszpolu, zm. 17 lipca 1988 w Leningradzie) – radziecki polityk pochodzenia żydowskiego, ludowy komisarz przemysłu czołgowego ZSRR (1942-1943), generał major, Bohater Pracy Socjalistycznej (1941).

## Życiorys
Od 1919 pracował w fabryce cukru, 1924 wstąpił do Komsomołu, a 1928 do WKP(b). W 1933 ukończył studia w Instytucie Przemysłowym w Odessie, później pracował w fabryce „Krasnyj putiłowiec” (od 1934 fabryka Kirowa) w Leningradzie, której od 1938 był dyrektorem. Pod jego dyrekcją Fabryka Kirowa znacząco zwiększyła produkcję, zaczęła też produkować nowe typy czołgów i stała się największym w ZSRR zakładem produkcji czołgów. 
Od 1941 zastępca ludowego komisarza przemysłu czołgowego ZSRR, wobec zbliżania się frontu niemieckiego ewakuowany z fabryką do Czelabińska, od lutego 1942 dyrektor fabryki czołgów im. Kominternu w Niżnym Tagile. Od 14 lipca 1942 do 28 czerwca 1943 ludowy komisarz przemysłu czołgowego ZSRR, później ponownie dyrektor fabryki Kirowa w Czelabińsku (stanowisko dyrektora zajmował do 1949). W czasie II wojny światowej fabryka Kirowa wyprodukowała łącznie 18 tysięcy czołgów i dział samobieżnych, 45 tysięcy silników czołgowych i wprowadziła produkcję 13 typów czołgów. 21 stycznia 1945 mianowany generałem majorem służby inżynieryjno-czołgowej. We wrześniu 1949 zwolniony, wydalony z partii i aresztowany pod zarzutem przyczynienia się do śmierci projektanta czołgów Siemiona Ginzburga w 1943. Zrehabilitowany i przywrócony w prawach członkowskich w partii w 1955, od 1957 pracował w leningradzkim truście. Deputowany do Rady Najwyższej ZSRR 2 kadencji (1946-1950).
W 1995 na budynku fabryki traktorów w Czelabińsku odsłonięto poświęconą mu tablicę pamiątkową, a w 2007 nazwano jego imieniem jedną z ulic w Czelabińsku.

## Odznaczenia i nagrody
- Medal Sierp i Młot Bohatera Pracy Socjalistycznej (19 września 1941)
- Order Lenina (trzykrotnie - 15 kwietnia 1939, 19 września 1941 i 5 czerwca 1942)
- Order Suworowa I klasy (16 września 1945)
- Order Kutuzowa II klasy (19 kwietnia 1945)
- Order Czerwonego Sztandaru Pracy (dwukrotnie - 17 kwietnia 1940 i 5 sierpnia 1944)
- Order Czerwonej Gwiazdy (20 stycznia 1943)
- Nagroda Stalinowska (1946)

I medale.